# 서세진
서세진(1971년 9월 29일 ~ )은 대한민국의 영화 감독이다. 경희대학교를 졸업했으며, 2002년 미군장갑차 여중생 압사 사건을 다룬 다큐멘터리작품 <미선이효순이의아리랑>, 국가보안법 희생자의 삶을 다룬 <안덕영씨의 빼앗긴 삶> 등 사회이슈에 주목한 다큐멘터리를 제작했다. 2008년 영화제작사 따미 픽쳐스를 설립했으며, 2009년 쌍용자동차 옥쇄파업을 다룬 다큐멘터리 영화 '저달이 차기전에'를 연출하여 영화계에 데뷔했다.

## 수상 내역
- 제11회 전주국제영화제 JIFF 관객상